# Anne-Kathrin Gummich
Anne-Kathrin Gummich (* 1964 in Ost-Berlin) ist eine deutsche Schauspielerin, Theaterregisseurin und Professorin für Schauspiel.

## Leben
Von 1983 bis 1987 studierte Anne-Kathrin Gummich an der Theaterhochschule Leipzig und am Staatsschauspiel Dresden. Im Abschlussjahr trat sie ein bis 1999 dauerndes Engagement am neuen theater Halle an, wo sie auch Regie führte. Seit 1989 arbeitet Gummich an der Hochschule für Musik und Theater „Felix Mendelssohn Bartholdy“ Leipzig (HMT). Nach ersten Regiearbeiten am sogenannten „Sommertheater“, ist sie seit 1999 als Schauspieldozentin tätig. Seit 2005 ist sie Professorin für Schauspiel an der HMT. 2008 wurde sie Dekanin der Fakultät II. Gummich ist außerdem regelmäßig Mentorin verschiedener Studienjahrgänge und führt weiterhin Regie beim Sommertheater im Hof der Grassimuseen.
Daneben kann Gummich eine umfangreiche Filmografie vorweisen, die Ende der 1990er Jahre begann. Neben Gastrollen (SOKOs aus Wismar und Leipzig, Tatort Dresden, Tatort Leipzig), spielte sie in den mehrfach ausgezeichneten Streifen Der Vorleser und Das weiße Band – Eine deutsche Kindergeschichte. Im Jahr 2020 erhielt der Film Kids Run, in dem Gummich mitwirkte, den Ensemblepreis des Deutschen Schauspielerpreises. Der Kinofilm " Das Lehrerzimmer", in dem Gummich als Schulleiterin mitwirkt, erhielt 2023 den Deutschen Filmpreis, die Lola in Gold als bester Spielfilm.
Anne-Kathrin Gummichs Tochter Nina arbeitet ebenfalls als Schauspielerin. Gummich war mit dem Schauspieler Hendrik Duryn liiert.

## Filmografie
- 1999, 2022: In aller Freundschaft – Jeder ist sich selbst der Nächste, Unverstanden
- 2001: Love Letters – Liebe per Nachnahme
- 2002: Liebe ist die halbe Miete
- 2002: Polizeiruf 110: Der Spieler
- 2002: Lilly unter den Linden
- 2003: Der zweite Frühling
- 2003: Körner und Köter – Allein unter Weibchen
- 2004: Das Bernstein-Amulett
- 2004: Wer küsst schon einen Leguan?
- 2004: Typisch Mann! – Der Einzug
- 2004: Ein Engel namens Hans-Dieter
- 2005: SOKO Leipzig – Die Aufsteiger
- 2005: SOKO Leipzig – Rufmord
- 2006: Unter weißen Segeln – Frühlingsgefühle
- 2006: Abschnitt 40 – Bomben
- 2006: Zwei Engel für Amor – Liebe und Kummer
- 2007: Vaterherz
- 2007: Reife Leistung!
- 2007: Ich wollte nicht töten
- 2007: GG 19 – Deutschland in 19 Artikeln
- 2007: Krimi.de – Gefährliche Verabredung
- 2007: Ein Fall für Nadja – Auf der Flucht
- 2008: SOKO Wismar – Vier Frauen
- 2008: Die Hitzewelle – Keiner kann entkommen
- 2008: Der Vorleser
- 2009: Das weiße Band – Eine deutsche Kindergeschichte
- 2011: SOKO Leipzig – Der Fall Gojko Mitic
- 2012: Alles Klara – Tod einer Hexe
- 2012: Tatort: Todesschütze
- 2012: SOKO Wismar – Nachruf
- 2013: Am Ende der Lüge
- 2013: Die Geschichte Mitteldeutschlands – Mathilde von Quedlinburg: Vom Mädchen zur Machtfrau
- 2014: Für immer ein Mörder – Der Fall Ritter
- 2014: Besser als Nix
- 2015, 2022: SOKO Leipzig – Spielverderber, Tod im Gericht
- 2015: Block B – Unter Arrest (Folgen 6 bis 10 als Sabine)
- 2015: Zorn – Wo kein Licht
- 2016: Wild
- 2016: Die Täter – Heute ist nicht alle Tage
- 2017: Liebling, lass die Hühner frei
- 2017: Der Staatsanwalt – Tod per Kurier
- 2017: SOKO Wismar – Geier Sturzflug
- 2017: Willkommen in der Patchwork-Hölle
- 2019: Gloria, die schönste Kuh meiner Schwester
- 2020: Tatort: Parasomnia
- 2021: Tina mobil
- 2021: Der Palast
- 2022: Die Heiland – Wir sind Anwalt – Schikane einer alten Dame
- 2022: Alle reden übers Wetter
- 2022: McLenBurger – 100% Heimat
- 2022: Lehrer kann jeder! (Fernsehfilm)
- 2022: Theresa Wolff – Waidwund (Fernsehfilmreihe)
- 2023: Das Lehrerzimmer
- 2023: Tod am Rennsteig – Auge um Auge
- 2023: SOKO Potsdam: Brieselanger Licht
- 2024: Charité (4 Folgen der 4. Staffel)
- 2024: In aller Freundschaft – Die jungen Ärzte – Kurswechsel
- 2025: Tod am Rennsteig – Haus der Toten